# Casa Faduguet
Casa Faduguet és una casa de Soriguera (Pallars Sobirà). La porta de l'edifici és una obra inclosa a l'Inventari del Patrimoni Arquitectònic de Catalunya.

## Descripció
A la plaça Major de Vilamur hi ha una casa que té una petita porta formada per grans carreus, de mides irregulars, i amb llinda, formada per un gran bloc de gres roig, que mostra un escut en relleu. La porta presenta una petita motllura al seu voltant, que a la llinda pren una forma corbada, i és la part inferior de l'arc conopial. La part superior de l'escut l'ocupen dos motius en alt relleu: una clau posada al pany, símbol de poder, i una serp, símbol d'astúcia. A la part inferior hi ha representada una creu.